# Kwas chenodeoksycholowy
Kwas chenodeoksycholowy (łac. Acidum chenodeoxycholicum) – organiczny związek chemiczny, pierwotny kwas żółciowy syntetyzowany z cholesterolu przez komórki wątrobowe, stosowany także jako lek.
W połączeniu z glicyną lub tauryną tworzy sole żółciowe i w tej postaci zostaje wydzielany do dróg żółciowych, a następnie do pęcherzyka żółciowego (gdzie wchodzi w skład żółci) i stąd do jelita cienkiego, gdzie bierze udział w trawieniu tłuszczów.
Preparat handlowy kwasu chenodeoksycholowego:
- Chenofalk